# Katastrofa budowlana w Pjongjangu
Katastrofa budowlana w Pjongjangu – katastrofa budowlana, która miała miejsce 13 maja 2014 roku.

## Przebieg
Do zdarzenia doszło na placu budowy w Pjongjangu. Zawalił się nieukończony 23-piętrowy wieżowiec, który był zamieszkany przez co najmniej 92 rodziny. Tuż przed katastrofą prowadzone były roboty wykończeniowe. Oficjalnie podano, że wypadek nastąpił w wyniku nieprawidłowego wykonywania prac budowlanych i nieodpowiedzialnego nadzoru i kontroli. Prawdopodobnie winnymi katastrofy byli robotnicy i kierownicy robót, którzy kradli z placu budowy stal i cement, który następnie sprzedawali na czarnym rynku.

## Ofiary
Łącznie zginęło około 500 osób. Prawdopodobnie nikt z mieszkańców nie przeżył zawalenia budynku. Wśród ofiar znalazło się wielu członków Partii Pracy Korei. Władze wyraziły ubolewanie członkom rodzin ofiar.

## Następstwa i reakcje
Władze północnokoreańskie poinformowały o wypadku 18 maja, 6 dni po katastrofie. KCNA cytowała wypowiedź anonimowego funkcjonariusza państwowego, który powiedział, że przywódca Kim Dzong Un „czuwał całą noc po tym, jak poinformowano go o wypadku”. Przedstawiciele władzy (w tym minister bezpieczeństwa ludowego Choe Pu-Ila) także przeprosili za wypadek. Natychmiast na miejscu katastrofy pojawiło się wojsko i służby cywilne. 19 maja gazeta Rodong Sinmun opublikowała zdjęcie przedstawiające niezidentyfikowanego funkcjonariusza, który przepraszał bliskich ofiar na miejscu wypadku.
Czterech inżynierów – projektantów i budowniczych natychmiast aresztowano po katastrofie i rozstrzelano.